# Cronquist-systeem

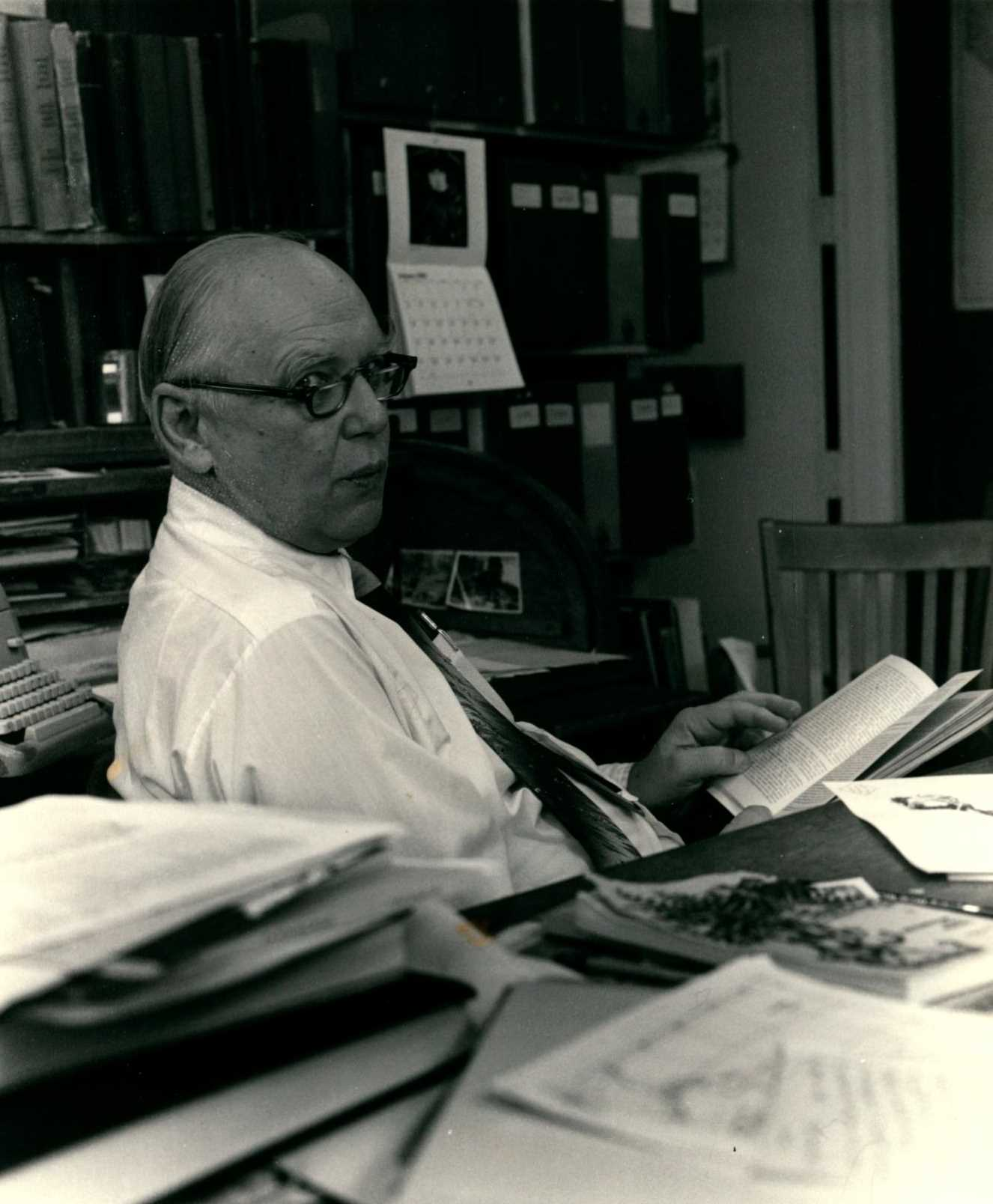
Arthur Crongquist (1919 - 1992)

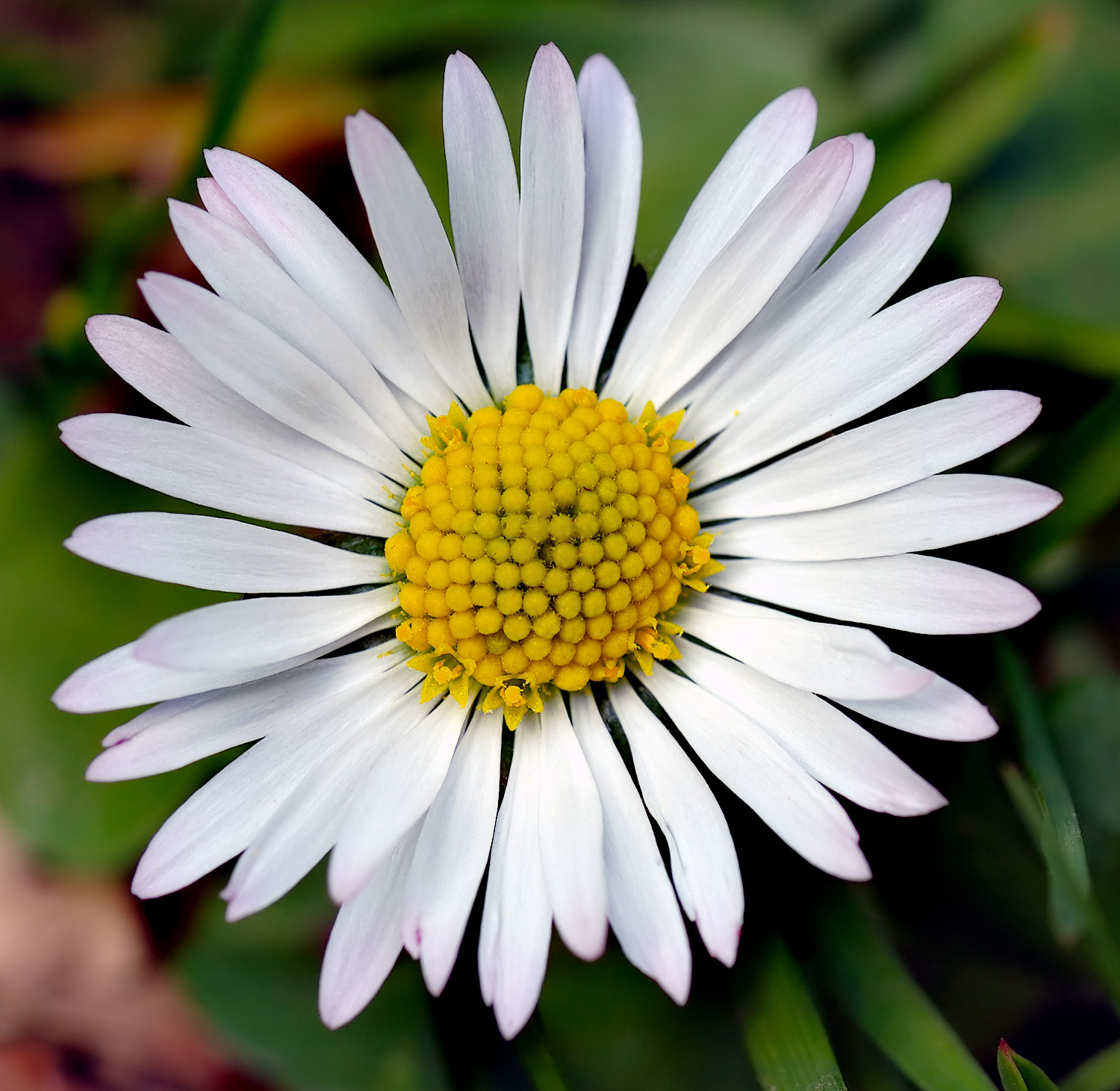
Madeliefje (Bellis perennis)

Het cronquist-systeem is een classificatie van de bedektzadigen oftewel bloeiende planten. Dit systeem werd door de Amerikaanse botanicus Arthur Cronquist neergelegd in zijn publicaties:
- The Evolution and Classification of Flowering Plants (1968, 1988) en vooral
- An Integrated System of Classification of Flowering Plants (1981).

Het cronquist-systeem plaatst de bedektzadigen in twee grote klassen: monocotylen (eenzaadlobbigen) en dicotylen (tweezaadlobbigen). Deze klassen kunnen weer verdeeld worden in onderklassen.
Het systeem werd veel gebruikt, vaak in een aangepaste versie, zoals in de Heukels' Flora van Nederland (kortweg de Heukels genoemd) t/m de 22e druk. Het werk van de Angiosperm Phylogeny Group  (APG) heeft het cronquist-systeem naar de achtergrond gedrongen. De 23e druk van de Heukels  (HF23) gebruikt een aangepaste versie van het APG II-systeem (2003), en ook de Nederlandstalige Wikipedia gebruikte het lang als autoriteit. De Angiosperm Phylogeny Group publiceerde in 2016 en hernieuwde versie, het APG IV-systeem.
In het boek uit 1981 is het systeem als volgt samengesteld:
| - Magnoliophyta (bedektzadigen) - klasse Magnoliopsida (tweezaadlobbigen) - onderklasse I. Magnoliidae - orde 1. Magnoliales - orde 2. Laurales - orde 3. Piperales - orde 4. Aristolochiales - orde 5. Illiciales - orde 6. Nymphaeales - orde 7. Ranunculales - orde 8. Papaverales - onderklasse II. Hamamelidae [sic] - orde 1. Trochodendrales - orde 2. Hamamelidales - orde 3. Daphniphyllales - orde 4. Didymelales - orde 5. Eucommiales - orde 6. Urticales - orde 7. Leitneriales - orde 8. Juglandales - orde 9. Myricales - orde 10. Fagales - orde 11. Casuarinales - onderklasse III. Caryophyllidae - orde 1. Caryophyllales - orde 2. Polygonales - orde 3. Plumbaginales - onderklasse IV. Dilleniidae - orde 1. Dilleniales - orde 2. Theales - orde 3. Malvales - orde 4. Lecythidales - orde 5. Nepenthales - orde 6. Violales - orde 7. Salicales - orde 8. Capparales - orde 9. Batales - orde 10. Ericales - orde 11. Diapensiales - orde 12. Ebenales - orde 13. Primulales - onderklasse V. Rosidae - orde 1. Rosales - orde 2. Fabales - orde 3. Proteales - orde 4. Podostemales - orde 5. Haloragales - orde 6. Myrtales - orde 7. Rhizophorales - orde 8. Cornales - orde 9. Santalales - orde 10. Rafflesiales - orde 11. Celastrales - orde 12. Euphorbiales - orde 13. Rhamnales - orde 14. Linales - orde 15. Polygalales - orde 16. Sapindales - orde 17. Geraniales - orde 18. Apiales - onderklasse VI. Asteridae - orde 1. Gentianales - orde 2. Solanales - orde 3. Lamiales - orde 4. Callitrichales - orde 5. Plantaginales - orde 6. Scrophulariales - orde 7. Campanulales - orde 8. Rubiales - orde 9. Dipsacales - orde 10. Calycerales - orde 11. Asterales - klasse Liliopsida (eenzaadlobbigen) - onderklasse I. Alismatidae - orde 1. Alismatales - orde 2. Hydrocharitales - orde 3. Najadales - orde 4. Triuridales - onderklasse II. Arecidae - orde 1. Arecales - orde 2. Cyclanthales - orde 3. Pandanales - orde 4. Arales - onderklasse III. Commelinidae - orde 1. Commelinales - orde 2. Eriocaulales - orde 3. Restionales - orde 4. Juncales - orde 5. Cyperales - orde 6. Hydatellales - orde 7. Typhales - onderklasse IV. Zingiberidae - orde 1. Bromeliales - orde 2. Zingiberales - onderklasse V. Liliidae - orde 1. Liliales - orde 2. Orchidales |